# Kopalnia Węgla Kamiennego Mikulczyce
Kopalnia Węgla Kamiennego Mikulczyce (Donnersmarckhütte do 1927 roku, Abwehr w latach 1927–1945) – kopalnia węgla kamiennego w Zabrzu-Mikulczycach, założona w 1906 roku, 1 października 1960 połączona z Kopalnią Węgla Kamiennego Rokitnica.

## Historia
Kopalnia została utworzona 22 sierpnia 1906 roku pod nazwą Donnersmarckhütte AG. Połączono wówczas pola górnicze: Zabrze (nadane 19 września 1870 roku), Neue Abwehr (nadane 30 października 1870 roku), Deutsch Lothringen (nadane 10 stycznia 1871 roku), Saargemünd (nadane 12 kwietnia 1871 roku) i Jungfrau Metz (nadane 31 stycznia 1872 roku). Budowa szybów została rozpoczęta w 1901 roku, a eksploatacja była prowadzona w 1903 roku w rejonie pola Neue Abwehr. Szyb Adolf (późniejszy Jan) zgłębiono w latach 1901–1906, a szyb Elisabeth (późniejszy Bolesław) powstał w latach 1906–1912. Wydobycie w 1913 roku wyniosło 944 823 ton. Zakład należał do przedsiębiorstwa Donnersmarckhütte AG, następnie do Gwarectwa Castellengo-Abwehr od 1927 roku. Wydobycie w 1938 roku wyniosło 1 351 705 t. W 1945 roku kopalnia przyjęła nazwę Mikulczyce i od tegoż roku należała do Zabrzańskiego Zjednoczenia Przemysłu Węglowego. 1 października 1960 zakład został połączony z Kopalnią Węgla Kamiennego Rokitnica i utworzył Kopalnię Węgla Kamiennego Mikulczyce-Rokitnica, którą następnie 1 stycznia 1970 roku połączono z Kopalnią Węgla Kamiennego Ludwik-Concordia (zob. KWK Ludwik) pod nazwą Kopalni Węgla Kamiennego Rokitnica.

## Architektura
Po kopalni zachował się kompleks budynków w pobliżu nadszybi oraz budynki socjalno-administracyjne z początku XX wieku, w tym wartościowy budynek cechowni z 1908 roku. Do gminnej ewidencji zabytków wpisano: budynek cechowni z łaźnią i szatnią, maszynownię szybu Jan, kompresorownię, halę napraw i rozdzielnię, łaźnię oraz kotłownię z siłownią.

## Galeria

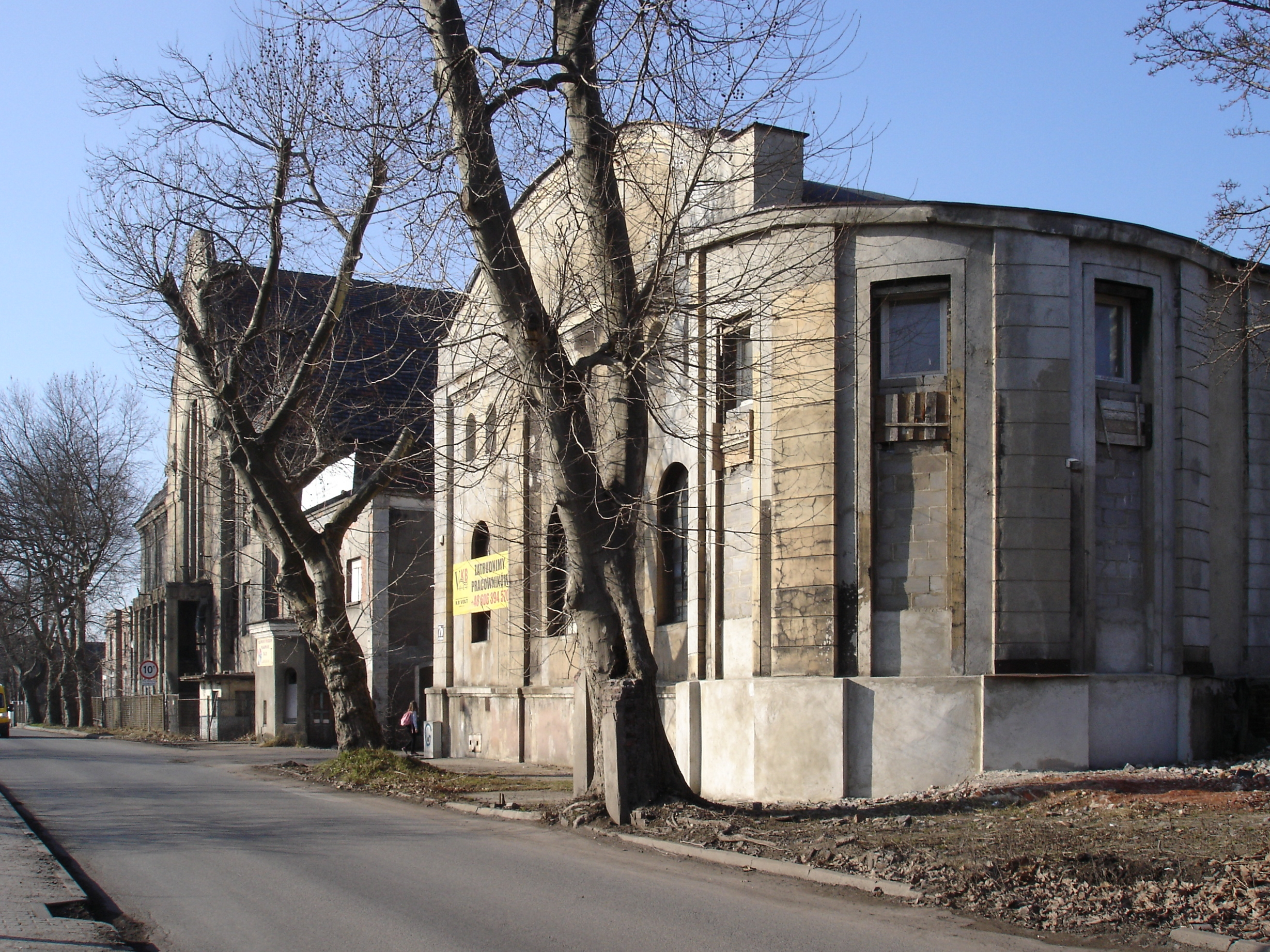
Maszynownia szybu Jan (2017)
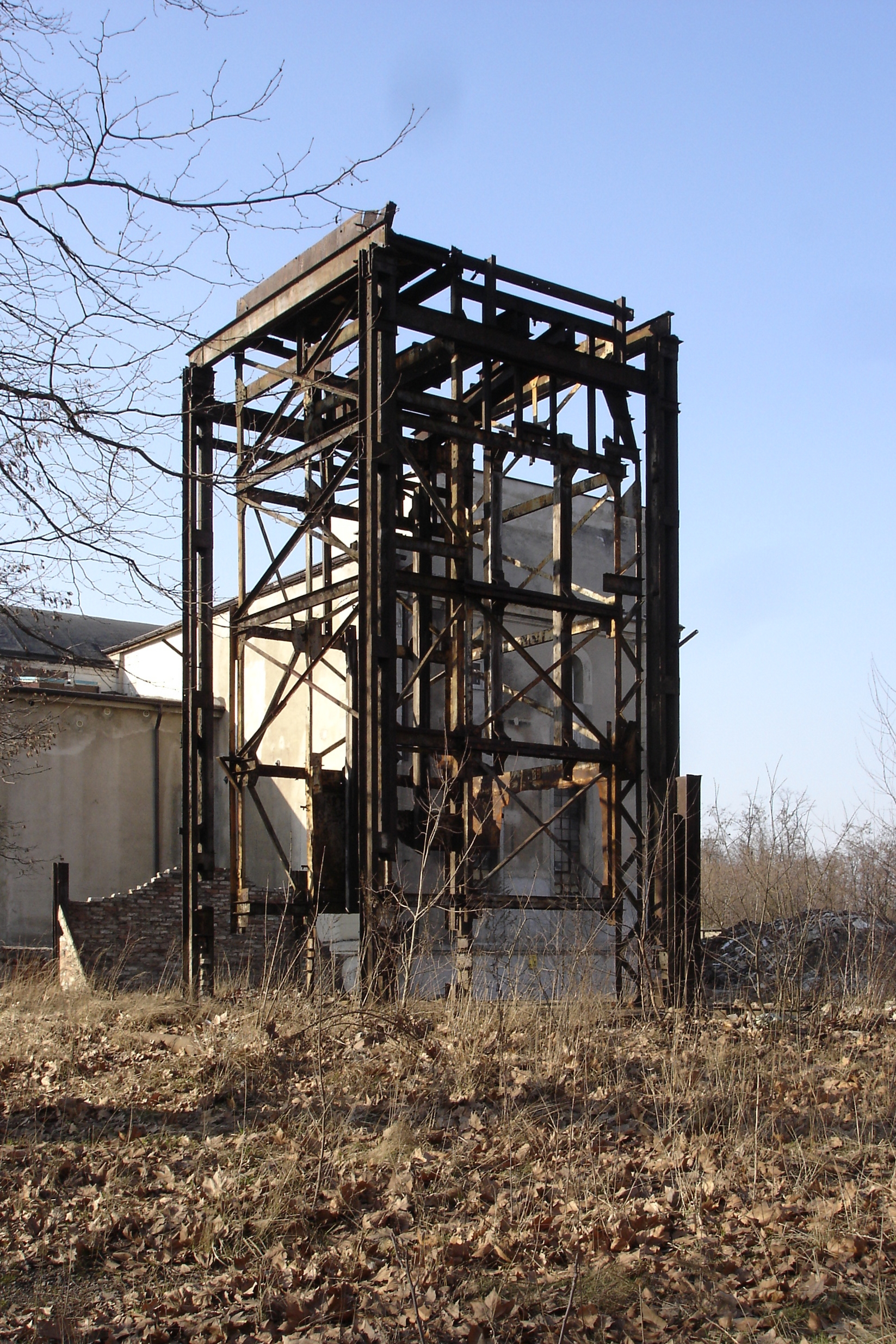
Pozostałości wieży szybu Jan (2017)
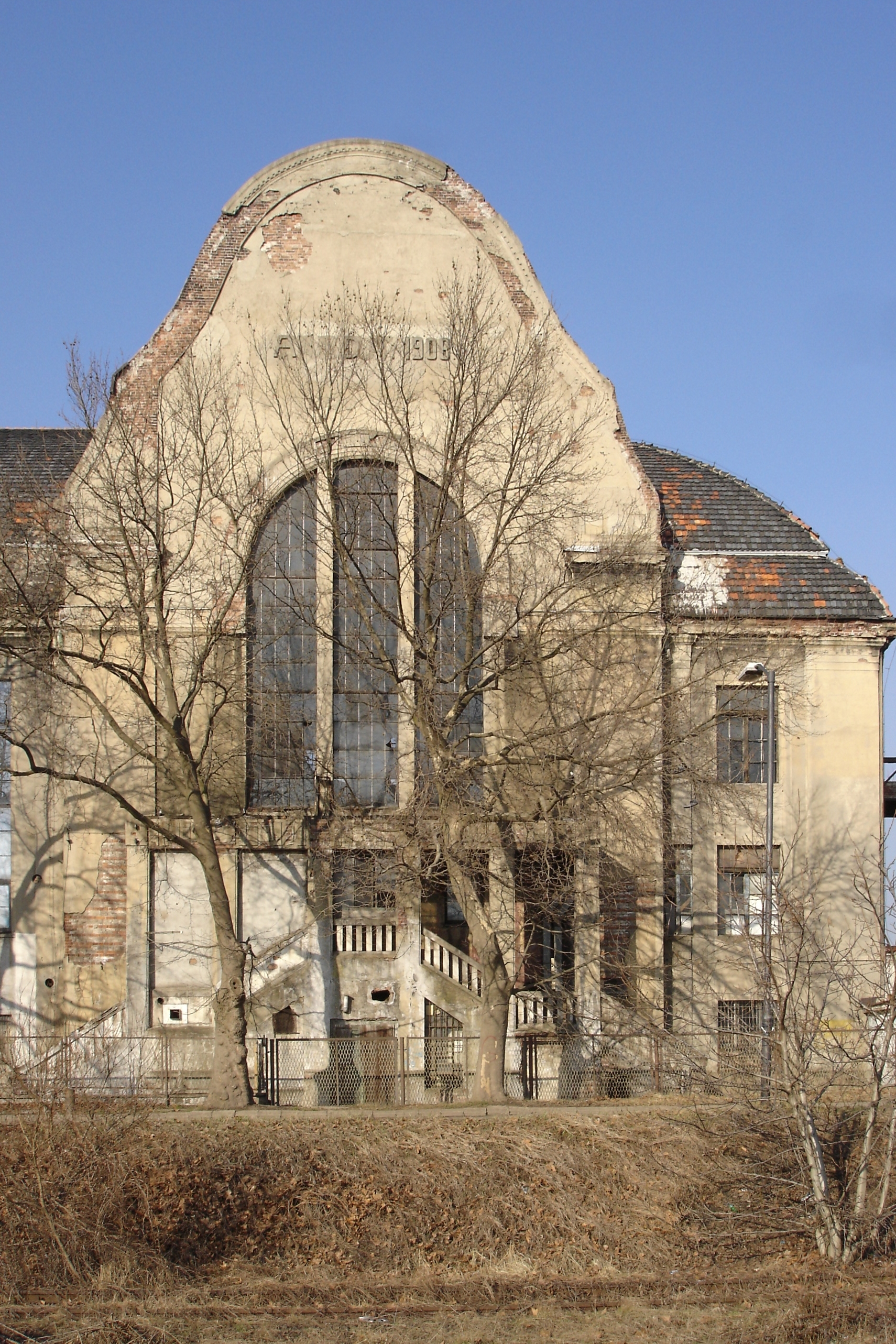
Cechownia (2017)
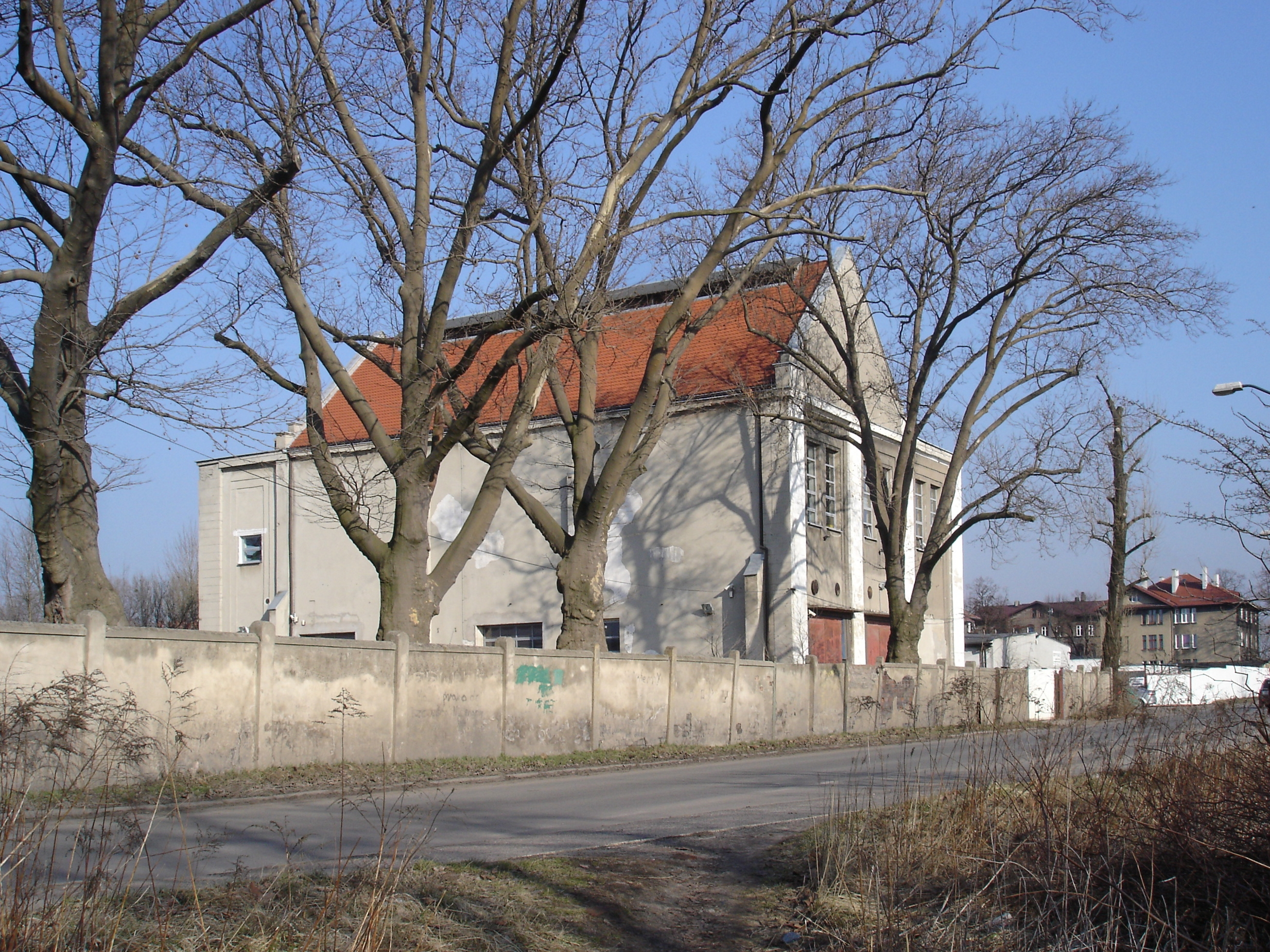
Łaźnia (2017)
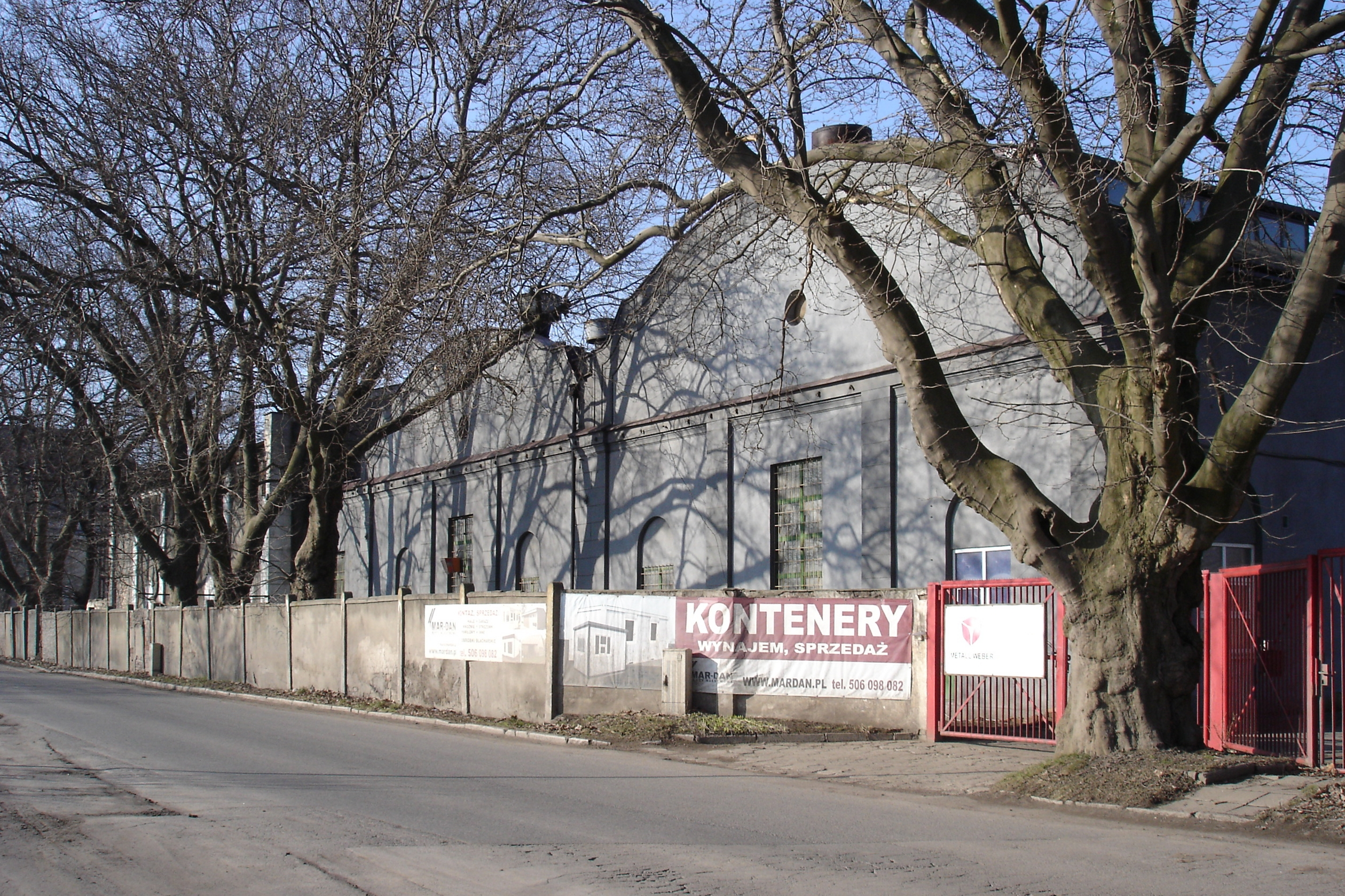
Zabudowania kopalni (2017)
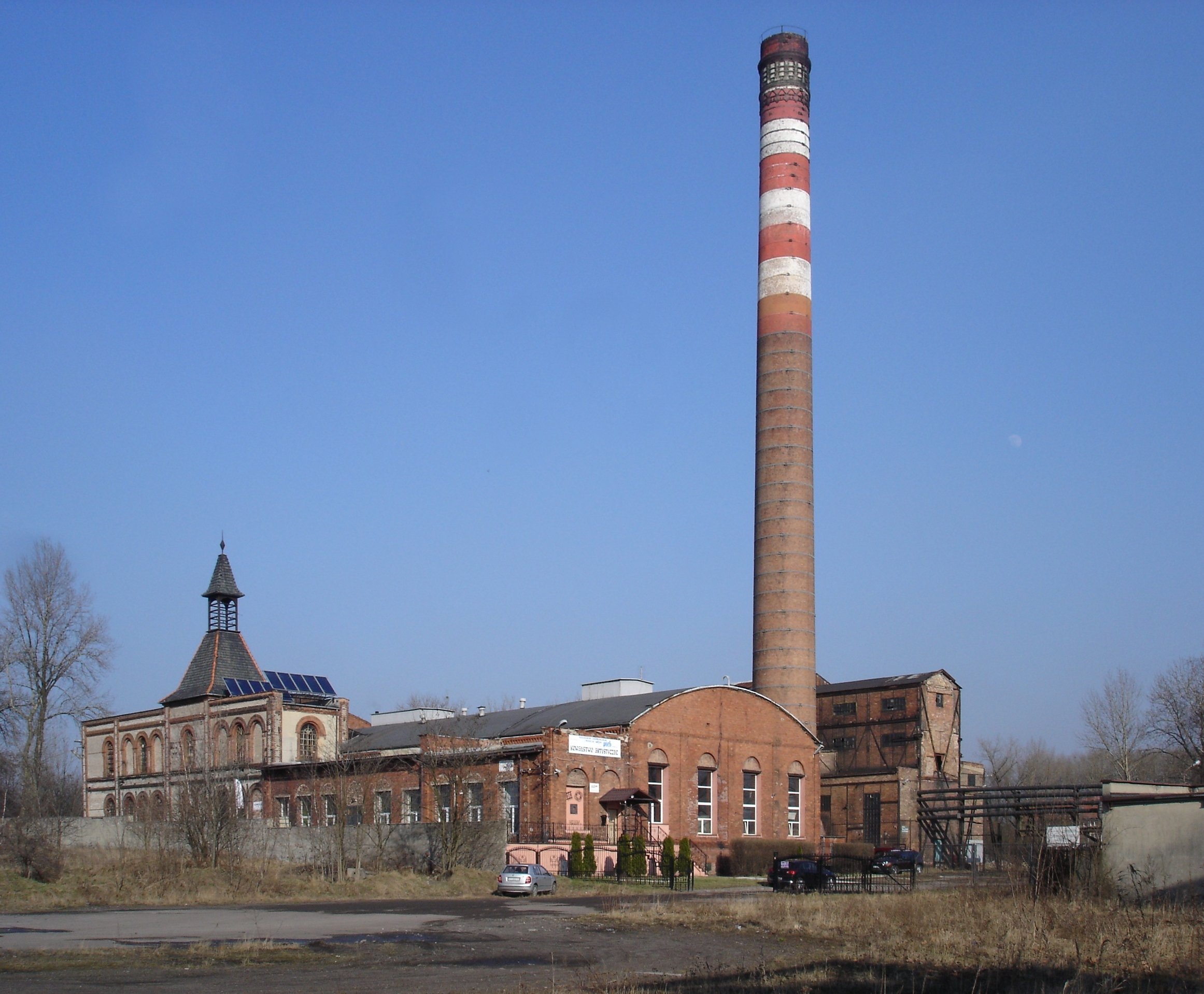
Kopalniana kotłownia (2017)
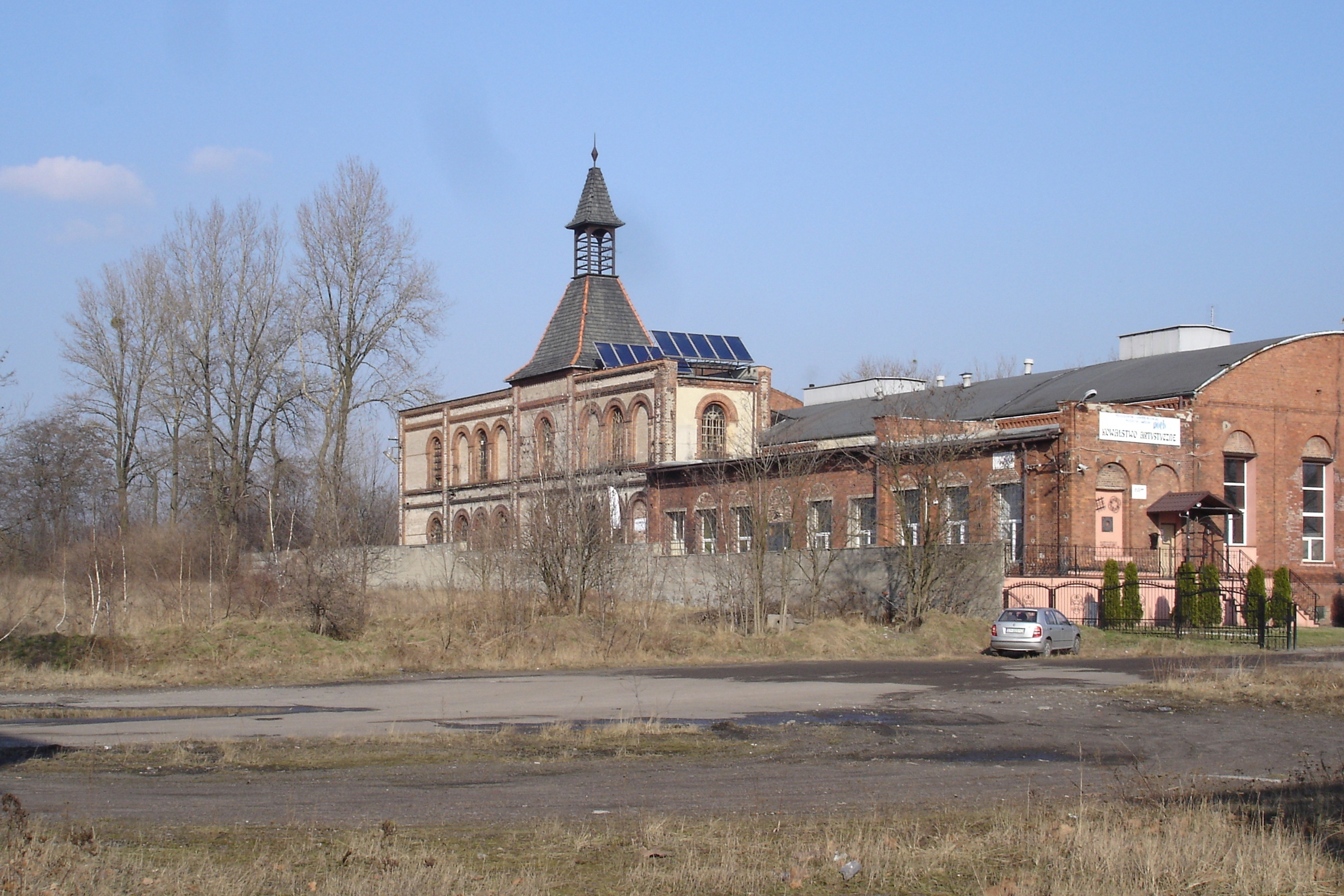
Zabudowania przy kotłowni (2017)